# Período de Ubaide
O período de Ubaide (c. 6500 a 3 800 a.C.) é um período pré-histórico da Mesopotâmia. O tell (sítio arqueológico do Oriente Próximo) (em árabe: العبيد‎) situa-se a oeste de Ur no sul da província iraquiana de Dhi Qar. Seu nome foi atribuído a uma cultura pré-histórica de cerâmica do período neolítico e da idade do bronze, que representa a primeira ocupação na planície aluvial da mesopotâmia meridional. A cultura de Ubaide teve uma longa duração, iniciando-se antes de 5 300 a.C. e encerrando-se com o período de Uruque, por volta do ano 4 000 a.C. A adoção da roda e o início da era do bronze fazem parte deste período.